# Яворский, Василий Иванович
Васи́лий Ива́нович Яво́рский  (1875—1974) — русский и советский геолог и палеонтолог. Учёный в области угольных месторождений, Герой Социалистического Труда (1971).

## Биография
Среднее образование получил в Московском кадетском корпусе и Домбровском горном училище.
В 1893 году работал горнорабочим и забойщиком на Домбровском угольном бассейне.
В 1898—1902 годах заведовал угольными шахтами на Урале.
В 1902—1904 годах был начальником геолого-разведочной партии на Нижне-Тагильском заводе.
В 1905—1913 годах учился в Горном институте в Санкт-Петербурге.
С 1909 года работал в Геологическом комитете, составлял геологические карты. Его научным руководителем был Лутугин, Леонид Иванович.
31 мая 1921 года был арестован в Петрограде по «таганцевскому делу», 30 июля 1921 года Максим Горький письменно обратился в ЧК с просьбой «сделать распоряжение о срочном допросе Н. Ф. Погребова и В. И. Яворского и быстром освобождении в случае невиновности». После ходатайства Н. Н. Яковлева и записки В. И. Ленина от 23 августа 1921 — был освобождён.
Доктор геолого-минералогических наук (1935), профессор (1946). Составитель первой геологической карты Кузнецкого угольного бассейна.
В 1942—1944 годах работал на Кузбассе.
Как палеонтолог внёс большой вклад в изучение палеозойских гидроидных кораллов-строматопороидей (вымерших морских колониальных организмов).
Основные труды Яворского посвящены геологии угольных месторождений и палеонтологии.
Умер 20 сентября 1974 года в Ленинграде. Похоронен на Волковском кладбище (Литераторские мостки) рядом с могилой своего учителя Л. И. Лутугина.

## Награды и звания
- 1929 — Серебряная Медаль имени Н. М. Пржевальского (РГО) (11 апреля) — за работы в Кузнецком бессейне.
- 1944 — Орден Трудового Красного Знамени (14 января)
- 1945 — Медаль «За доблестный труд в Великой Отечественной войне 1941—1945 гг.»
- 1946 — Сталинская премия первой степени — за геологические исследования Кузбасса, обобщённые и опубликованные в научном труде «Кузнецкий бассейн» («Геология СССР», том XVI)[4]
- 1949 — Орден Ленина (29 января)
- 1956 — Орден Ленина (23 января)
- 1957 — медаль «За трудовое отличие» (21 июня)
- 1962 — заслуженный деятель науки и техники РСФСР
- 1966 — Орден Трудового Красного Знамени (13 января)
- 1971 — Герой Социалистического Труда и Орден Ленина(12 января)

Одним из первых получил нагрудный знак Министерства геологии СССР «Первооткрыватель месторождения».

## Память
- Именем Яворского названа улица в городе Прокопьевске Кемеровской области и окаменелости.
- В Прокопьевской средней школе № 54 действует геологический музей имени Яворского.